# Geppella
Geppella é um género monotípico de algas, pertencente à família Codiaceae.